# Jan Pełka
Jan Kanty Jerzy Pełka (ur. 2 lutego 1912 w Częstochowie, zm. 20 lutego 1949 w Calera de Barquín) – kapitan pilot Wojska Polskiego, polski pilot doświadczalny.

## Życiorys
Po maturze studiował na Wydziale Mechanicznym Politechniki Warszawskiej. Podczas studiów wstąpił do Aeroklubu Warszawskiego, gdzie przeszedł przeszkolenie w zakresie pilotażu szybowcowego. W 1936 roku był uczestnikiem badawczej wyprawy szybowcowej w Góry Świętokrzyskie. Podczas wiosennej części wyprawy 1 maja wykonał na szybowcu SG-3 siedmiogodzinny lot żaglowy, a 3 maja wykonał przelot na odległość 110 kilometrów. Podczas zlotu szybowcowego w sierpniu 1936 roku, rozegranego podczas zawodów Gordona Bennetta w Warszawie, zajął trzecie miejsce w konkursie na celność lądowania. Podczas jesiennej części wyprawy, 11 września, wykorzystał korzystne warunki termiczne i wykonał na CW-5 przelot na odległość 150 km. 6 maja 1937 roku został wybrany kierownikiem sekcji szybowcowej Aeroklubu Warszawskiego. W maju i czerwcu 1937 roku na szybowcu Sokół-bis wziął udział w rajdzie propagującym polskie lotnictwo w Rumunii, Bułgarii, Grecji, Jugosławii, Austrii i na Węgrzech zorganizowanym przez Aeroklub Warszawski. Pilotując szybowiec na zmianę z Antonim Majcherczykiem, pokonał trasę o długości 3400 kilometrów. Za udział w tym rajdzie rząd jugosłowiański nadał mu order św. Sawy kl. V. W lipcu 1937 roku był członkiem ekipy technicznej obsługującej polską reprezentację podczas XVIII Zawodów Krajowych w Rhön. W sierpniu 1937 roku był członkiem ekipy Aeroklubu Warszawskiego startującej w Krajowych Zawodach Lotniczych, która zdobyła pierwsze miejsce. Również w 1937 roku uzyskał Srebrną Odznakę Szybowcową (nr 600 na świecie). Od 20 do 25 sierpnia 1938 roku uczestniczył, jako członek reprezentacji Aeroklubu Warszawskiego, w VIII Krajowych Zawodach Lotniczych. Studia ukończył w czerwcu 1939 roku z dyplomem inżyniera mechanika, po czym jako konstruktor rozpoczął pracę w Wytwórni Silników nr 1 PZL w Warszawie na Okęciu.
Z chwilą wybuchu II wojny światowej został wraz z wytwórnią ewakuowany na wschód, a następnie do Rumunii, skąd przedostał się do Francji. Tam wstąpił do wojska i został przydzielony do Szkoły Podchorążych Armii Polskiej w Coëtquidan. W trybie nadzwyczajnym otrzymał awans do stopnia podporucznika. Po upadku Francji ewakuował się drogą morską do Wielkiej Brytanii, gdzie został skierowany do lotnictwa. Otrzymał numer służbowy RAF 793410, a następnie P-1892.
Po krótkim przeszkoleniu w Eastchurch otrzymał w lipcu 1940 roku przydział w charakterze mechanika lotniczego do dywizjonu 303 na lotnisku Northolt. Zgłosił się na przeszkolenie w pilotażu i od 2 kwietnia 1941 roku szkolił się w 25 Elementary Flying Training School (EFTS) w Hucknall. Następnie został skierowany do 16 Secondary Flying Training School (SFTS) w Newton. 13 maja 1942 roku zakończył szkolenie i został skierowany na kurs oficerski, który ukończył 19 czerwca. Po jego ukończeniu otrzymał stopień podporucznika i numer służbowy P-1892. Zaraz po tym przydzielono go do 54 Operational Training Unit (OTU) w Charter Hall. Przebywał w niej do 19 września 1942 roku, następnie otrzymał skierowanie do 307. dywizjonu.
Od 19 września 1942 do 30 grudnia 1943 roku w trakcie 86 lotów operacyjnych i bojowych wylatał ponad 500 godzin, w tym część w ramach Coastal Command. 14 czerwca 1943 roku wziął udział w ataku na grupę czterech wynurzonych U-Bootów. Pomimo zacięcia broni pokładowej nie przerwał ataku, aby skupić na sobie część ognia broni przeciwlotniczej U-Bootów. 19 czerwca 1943 roku wziął udział w grupowym zestrzeleniu wodnopłata patrolowego Blohm & Voss Bv 138, zaliczono mu 1/4 zestrzelenia pewnego. 1 września 1943 roku otrzymał awans na stopień porucznika.
30 października 1944 roku otrzymał przydział do Eskadry A w Aircraft and Armament Experimental Establishment (AAEE) w Boscombe Down. Zajmował się badaniem w locie samolotów myśliwskich, do listopada 1946 roku wylatał 260 godzin na 28 typach samolotów. W trakcie służby w AAEE przyczynił się do usunięcia szeregu usterek w samolotach używanych w RAF. 1 stycznia 1946 roku został awansowany do stopnia kapitana.
Po demobilizacji w grudniu 1946 roku wyjechał do Argentyny i zatrudnił się w Instituto de Investigaciones Aeronauticas y Espaciales w Córdobie. 20 lutego 1949 roku utonął podczas kąpieli w rzece Calera, został pochowany na cmentarzu polskim koło Córdoby.
Na liście Bajana został sklasyfikowany na pozycji 374.

## Ordery i odznaczenia
- Krzyż Walecznych – dwukrotnie[19]
- Medal Lotniczy[20]
- Polowa Odznaka Pilota
- Order Świętego Sawy kl. V